# Fay Wray
Vina Fay Wray, född 15 september 1907 i Cardston i Alberta, död 8 augusti 2004 på Manhattan i New York i New York, var en kanadensisk-amerikansk skådespelare.

## Biografi
Fay Wray föddes på en ranch nära Cardston i Alberta i Kanada, men kom med föräldrarna till USA som treåring och var där bosatt först i Arizona och i Salt Lake City och senare i Kalifornien. Hon valdes av Western Association of Motion Picture Advertisers till en av deras "WAMPAS Baby Stars" år 1926.
Hon är främst ihågkommen för sin roll i skräckfilmen King Kong (1933), där hon spelade den unga kvinna i vilken den jättelika gorillan förälskade sig. Wray hade dock roller i över hundra andra filmer, huvudsakligen under 1930-talet, däribland Bröllopsmarschen (1928),  De fyra fjädrarna (1929), Mänskligt villebråd (1932), The Vampire Bat (1933) och The Mystery of the Wax Museum (1933).
Fay Wray gästspelade i flera tv-serier, som exempelvis Perry Mason och Alfred Hitchcock presenterar.
Wray avled 2004, i sitt hem på Manhattan i New York, vid 96 års ålder.
Fay Wray har en stjärna i Hollywoods Walk of Fame och en annan i Kanadas Walk of Fame i Toronto.

## Filmografi i urval
- 1925 – Should Sailors Marry?
- 1925 – Chasing the Chaser
- 1928 – Bröllopsmarschen
- 1928 – Hennes första kyss
- 1929 – I mörkaste New York
- 1929 – De fyra fjädrarna
- 1930 – Hjärtan bakom mask
- 1930 – Captain Thunder
- 1930 – The Texan
- 1931 – The Stolen Jools
- 1931 – Bragdens män
- 1931 – The Unholy Garden
- 1931 – The Lawyer's Secret
- 1931 – Mannen som visste för mycket
- 1932 – Mänskligt villebråd
- 1932 – Doctor X
- 1933 – King Kong
- 1933 – The Vampire Bat
- 1933 – Mystery of the Wax Museum
- 1933 – Fröjdernas gata
- 1933 – Djupens rovriddare
- 1933 – One Sunday Afternoon
- 1934 – Viva Villa!
- 1934 – Den rikaste flickan i världen
- 1934 – Älskaren från Florens
- 1934 – Fjärrskådaren
- 1934 – Black Moon
- 1934 – Woman in the Dark
- 1937 – It Happened in Hollywood
- 1941 – Adam hade fyra söner
- 1953 – Kär idag
- 1955 – I hennes våld
- 1955 – Frisco Bay
- 1956 – Rock, Pretty Baby
- 1957 – Tammy
- 1957 – Ett mord för mycket
- 1958 – Dragstrip Riot
- 1958–1959 – Alfred Hitchcock presenterar (TV-serie)
- 1958–1965 – Perry Mason (TV-serie)
- 1980 – Mot lagen